# كابيلو دامبي
كابيلو دامبي (بالإنجليزية: Kabelo Dembe)‏ (10 مايو 1990 بوتسوانا - ) هو لاعب كرة قدم بوتسواني، يلعب كحارس مرمى، شارك في كأس الأمم الأفريقية 2012.

## روابط خارجية
- كابيلو دامبي على موقع قاعدة بيانات كرة القدم.إي يو (الإنجليزية)
- كابيلو دامبي على موقع ناشيونال فوتبول تيمز (الإنجليزية)
- كابيلو دامبي على موقع Soccerway.com (الإنجليزية)